# Летние Олимпийские игры 1912
Летние Олимпийские игры 1912 (англ. 1912 Summer Olympics, фр. Jeux Olympiques d'été de 1912, швед. Olympiska sommarspelen 1912; официальное название — Игры V Олимпиады) проводились в Стокгольме (Швеция) с 6 по 27 июля 1912 года.

## Выбор столицы Олимпиады
Швеция просила о проведении у себя Игр с момента создания Международного олимпийского комитета, то есть с 1894 года. На сессии МОК 1904 года в Берлине Стокгольм был выбран столицей Игр 1912 года

## Организация соревнований
Для хронометража на Олимпийских играх использовалась система шведского инженера Р. Карлстеда с автоматическим запуском секундомеров (посредством электромагнитов) электросигналом по проводам от стартового пистолета. В электрическую цепь также был включён фотоаппарат на финише, затвор которого срабатывал при остановке одного из секундомеров судьёй или хронометристом.
На сессии МОК, состоявшейся в 1906 году в Париже, было принято решение, следуя античной традиции, проводить на Олимпийских играх конкурс искусств. Впервые такой конкурс организовали в Стокгольме. Представленные на конкурсе произведения архитектуры, живописи, скульптуры, музыки и литературы были посвящены олимпийскому движению.

## Страны-участницы
Финляндия и Исландия входили в состав Российской империи и Дании соответственно, но сформировали свои самостоятельные команды. Пять стран впервые принимали участие в Олимпиаде (Египет, Люксембург, Португалия, Сербия и Япония). Шестой впервые участвующей командой была команда Исландии.
- Австралазия
- Австрия
- Бельгия
- Богемия
- Великобритания
- Венгрия
- Германия
- Греция
- Дания
- Египет
- Исландия
- Италия
- Канада
- Люксембург
- Нидерланды
- Норвегия
- Турция
- Португалия
- Россия
- Сербия
- США
- Финляндия
- Франция
- Чили
- Швейцария
- Швеция
- ЮАС
- Япония

## Олимпийские виды спорта
- Академическая гребля
- Борьба
- Велоспорт
- Водное поло
- Конный спорт
- Лёгкая атлетика
- Парусный спорт
- Перетягивание каната
- Плавание
- Прыжки в воду
- Современное пятиборье
- Спортивная гимнастика
- Стрельба
- Теннис
- Фехтование
- Футбол

## Показательные (выставочные) соревнования
- Гимнастические групповые произвольные программы

В рамках этого вида соревнований свои программы продемонстрировали четыре мужские (Венгрия, Дания, Россия, Швеция) и четыре женские (Дания, Норвегия, Финляндия, Швеция) команды. 
Российская команда, состоявшая из офицеров Главной гимнастическо-фехтовальной школы из Санкт-Петербурга, единственная из всех выступивших команд, была награждена "Почётным призовым дипломом".
В этом виде программы, впервые в истории Олимпийских игр, женщины были допущены к гимнастическим состязаниям. Полноценный дебют женщин в олимпийской гимнастической программе состоялся только в 1928 году.
- Турнир по исландской борьбе глима

- Бейсбол

Состоялся матч по бейсболу между командами США и Швеции.

## Церемония открытия
Торжественное открытие Игр V Олимпиады состоялось на Королевском стадионе 6 июля 1912 года. На церемонии открытия присутствовали король Швеции Густав V и Пьер де Кубертен.
Трибуны стадиона, вмещающие 32 тысячи зрителей, были забиты до отказа.

## Состязания и герои Игр
Сенсационным было выступление американского спортсмена Джима Торпа. Две золотые медали были завоеваны в труднейших видах программы — пятиборье и десятиборье — со значительным преимуществом над своими конкурентами. Вот его результаты:
бег на 100 метров — 11,2 с;
прыжки в длину — 6 м 79 см;
прыжки в высоту — 1 м 87 см;
толкание ядра — 12 м 89 см;
бег на 400 м — 52,2 с;
бег на 110 м с барьерами — 15,6 с;
метание диска — 36 м 98 см;
прыжок с шестом — 3 м 25 см;
метание копья — 45 м 70 см;
бег на 1500 м — 4.40,1.
Несмотря на большое число протестов спортсменов и общественности, уже после Игр он был несправедливо дисквалифицирован за то, что ранее он якобы профессионально играл в бейсбол. Многие считали, что истинная причина дисквалификации Торпа заключалась в том, что он был индейцем. Он был реабилитирован только через 60 лет, уже после его смерти.
В борьбе был поставлен рекорд весовой категории до 75 кг — встреча Мартина Клейна (Россия) с Альфредом Асикайненом (Финляндия) длилась 11 часов 15 минут> (по другим данным.: 11 часов 40 минут или 10 часов).
В финальном забеге на 5000 метров в драматичной борьбе победил финн Ханнес Колехмайнен. Также он выиграл забег на 10 000 м и кросс 12 км.
В беге на 800 метров первым финишировал американец Тед Мередит.
Яхтсмены в Стокгольме разыграли первенство в четырёх классах судов. Чемпионами стали: в классе «12 м» — норвежец Альфред Ларсен на яхте «Магда IX», в классе «10 м» — швед Нильс Асп на яхте «Китти», в классе «8 м» — норвежец Торальф Глад на яхте «Тайфун», в классе «6 м» — француз Огюст Тюбе на яхте «Мак-Миш».
Впервые в практике проведения современных Олимпийских игр по инициативе барона Пьера де Кубертена в программу V Олимпиады были включены конкурсы искусств. Сам инициатор идеи художественных соревнований участвовал в номинации «литература» под псевдонимом. Его «Ода спорту» была отмечена золотой медалью. Уолтер Уайнэнс (англ. Walter Winans), родившийся и до 18 лет живший в Санкт-Петербурге, на V Олимпиаде завоевал золотую медаль в номинации «скульптура».

## Российские спортсмены на Олимпиаде
Российская империя отправила в Стокгольм 178 человек, которые выступали почти во всех видах спорта.
Золотых медалей российским спортсменам не досталось. 
В греко-римской борьбе, в весе до 75 кг, серебряную награду завоевал Мартин Клейн. 
Стрелки из Российской империи получили две медали: серебряным призёром стала команда по стрельбе из дуэльного пистолета в составе Николая Мельницкого, Амоса Каша, Павла Войлошникова и Георгия Пантелеймоновa. Третье место в стрельбе, в дисциплине «трап», занял Гарольд Блау из Риги. 
Бронзовыми призёрами в классе «10 м» на яхте «Галлия II» стали Эспер Белосельский, Эрнест Браше, Николай Пушницкий, Александр Родионов, Филип Штраух, Иосиф Шомакер, Карл Линдхолм, владелец яхты — Александр Вышнеградский.
В академической гребле, в гонках одиночек, бронзовую медаль завоевал Март Куузик.

## Статистика наград
Это последняя Олимпиада, на которой медали высшего достоинства были сделаны из чистого золота, на последующих Олимпиадах медали были сделаны из позолоченного серебра.
| Летние Олимпийские игры 1912 |                |     |     |     |       |
| Место                        | Страна         | 1   | 2   | 3   | Итого |
| 1                            | США            | 25  | 19  | 19  | 63    |
| 2                            | Швеция         | 24  | 24  | 17  | 65    |
| 3                            | Великобритания | 10  | 15  | 16  | 41    |
| 4                            | Финляндия      | 9   | 8   | 9   | 26    |
| 5                            | Франция        | 7   | 4   | 3   | 14    |
| 6                            | Германия       | 5   | 13  | 7   | 25    |
| 7                            | ЮАС            | 4   | 2   | 0   | 6     |
| 8                            | Норвегия       | 4   | 1   | 4   | 9     |
| 9                            | Венгрия        | 3   | 2   | 3   | 8     |
| 9                            | Канада         | 3   | 2   | 3   | 8     |
| 11                           | Италия         | 3   | 1   | 2   | 6     |
| 12                           | Австралазия    | 2   | 2   | 3   | 7     |
| 13                           | Бельгия        | 2   | 1   | 3   | 6     |
| 14                           | Дания          | 1   | 6   | 5   | 12    |
| 15                           | Греция         | 1   | 0   | 1   | 2     |
| 16                           | Россия         | 0   | 2   | 3   | 5     |
| 17                           | Австрия        | 0   | 2   | 2   | 4     |
| 18                           | Нидерланды     | 0   | 0   | 3   | 3     |
|                              |                | 103 | 104 | 103 | 310   |